# Eduardo Luján Manera
Eduardo Luján Manera (Concepción del Uruguay, 22 augustus 1944 - Buenos Aires, 15 augustus 2000) was een Argentijns voetballer en trainer.
Hij speelde bijna zijn hele carrière voor Estudiantes, waarmee hij grote successen behaalde. Na een landstitel in de Metropolitano-titel van 1967 won de club drie keer op rij de Copa Libertadores, won het de Copa Interamericana in 1969 en de Intercontinentale beker tegen Manchester United in 1968. In 1969 en 1970 verloren ze de Intercontinentale beker tegen respectievelijk AC Milan en Feyenoord Rotterdam. De wedstrijd tegen Milan was extreem gewelddadig en de Argentijnse president Juan Carlos Onganía liet zelfs het hele team van Estudiantes arresteren. Manera sloeg de Milanees Pierino Prati al na drie minuten bewusteloos en dat was niet het enige geweld tijdens deze wedstrijd. Samen met Ramón Aguirre Suárez en Alberto Poletti vloog hij zelfs een maand in de gevangenis en werd voor 20 wedstrijden geschorst en mocht nooit meer internationale wedstrijden spelen.
Na zijn spelerscarrière werd hij trainer en won in 1983 de landstitel met Estudiantes.

## Erelijst
Als speler
- Campeonato Metropolitano in 1967 met Estudiantes de la Plata
- Copa Libertadores in 1968, 1969, 1970 met Estudiantes de la Plata
- Wereldbeker voetbal in 1968 met Estudiantes de la Plata
- Copa Interamericana in 1969 met Estudiantes de la Plata

Als trainer
- Campeonato Nacional  in 1983 met Estudiantes de la Plata
- Primera B Nacional in 1995 met Estudiantes de La Plata